# Mount Bischoff
Der Mount Bischoff ist ein 785 Meter hoher Berg im Nordwesten des australischen Bundesstaates Tasmanien. Er liegt nordwestlich der Stadt Waratah.

## Zinnbergbau
1871 wurde von James “Philosopher” Smith und seinem Vertreter Shawn Bischoff ein Zinnvorkommen am Mount Bischoff entdeckt. Zunächst funktionierte der Abbau durch Ausspülen mit dem Wasser vom oberen Ende des Wasserfalls in Waratah. Als 1893 das leicht erreichbare Erz abgebaut war, stellte man das Ausspülen ein. Danach begann der Abbau im Tagebau und unterirdisch. Das unterirdische Bergwerk wurde 1914 geschlossen, aber die Grube wurde noch weiterbetrieben, bis 1929 der Preis für Zinn abstürzte.
In den 1920er-Jahren wurde der Berg nach Shawn Bischoff benannt.
1942 wurde der Bergbau von der australischen Regierung wieder eröffnet, um die Kriegsbemühungen zu unterstützen. 1947 war dann endgültig Schluss.
Das Bergwerk war mit dem Waratah Branch an die Emu Bay Railway angeschlossen. Der Waratah Branch führte 1900–1940 von der Guildford Junction nach Waratah.